# HP Storage
HP Storageとは、ヒューレット・パッカード(HP)社が提供するストレージ製品を総称するブランドである。旧名称はStorageWorksで2011年6月9日付で変更された。

## 概要
HPでは大企業から中小企業までのユーザーが利用可能なストレージ・ソリューションを30年にわたって提供している。製品はサーバーに内蔵または接続して使用するディスクストレージから、ファイバーチャネル接続のディスクアレイ製品、テープバックアップ製品、仮想テープライブラリ、ストレージ・ネットワーキング製品（SANインフラストラクチャ製品）、ストレージ管理ソフトウェアに至るまで、企業ユーザの要求を幅広くカバーする。中でもディスクストレージやテープストレージ製品は、出荷台数において世界No.1の実績を誇ると言われる。
HP Storageの開発方針は、モジュラー化され、標準化された新製品の提供によりストレージ技術に革新をもたらし、ネットワークストレージの利用を容易にすること。独自の仮想化技術によりストレージ管理を飛躍的に容易にしたディスクアレイ製品 EVA(Enterprise Virtual Array)や、HPが設計および規格の策定を主導したテープドライブ製品LTO(HP Ultirium)など数多くの製品に、その方針が表れている。
HPは2002年に米国Compaqを買収し、ストレージを含む製品ラインナップを統合した。その際”Adopt and Go”という方針により、両社の持つ製品が重なる場合はより優れた製品を継続するという判断を行った。StorageWorksというブランド名はCompaq社に由来するが、実はCompaq社が1998年に買収したDigital Equipment Corporation(DEC)のストレージ製品ブランドが”DIGITAL StorageWorks”であり、その製品コンセプトはEVAに引き継がれている。今日のHP Storage製品ラインナップは、HP、Compaq、DEC 3社のストレージラインナップの良い部分を組み合わせ、発展させたものとなっている。

## ディスクストレージ システム
ユーザーの求める性能、拡張性、信頼性により、大企業向けハイエンド製品のP9500/XPからSMB/部門向けエントリー製品のP2000/MSAまで、幅広い製品ラインアップを提供している。
HP P9500 Dsik Array/XP
データセンター/システム統合、事業継続、災害対策などのミッションクリティカルIT環境を支える統合プラットフォーム。HP-UXやWindowsはもちろんHP NonStopやメインフレームまでの豊富な接続性と、24時間365日無停止で運用できる信頼性を提供する。2010年9月に、ブランド名を従来のXPからP9000シリーズに変更し、後継機として発表した。
HP 3PAR Storage System
データのスリム化により運用コスト半減を可能にするクラウド/データセンター向けスケールアウト型ストレージ。HPは2010年9月に米国3PAR社を買収し、スケールアウト型ストレージのポートフォリオ強化した。
HP P6000 Enterprise Virtual Array/EVA (Enterprise Virtual Array)
独自の仮想化技術により管理者の負担を軽減する、ミッドレンジのディスクアレイ。インテリジェントなコントローラが物理的なディスク全てを仮想ストレージプールとしてまとめて管理し、必要な容量の論理ボリュームを切り出して提供するため、ディスクI/Oの平準化による性能の向上と容量の効率化が図れる。P6000シリーズは2011年6月9日に発表されたEVAの後継機種。
HP P4000 G2 SAN Solutions（旧名称　LeftHand）
スケールアウト型のアーキテクチャを採用したiSCSI対応のクラスタストレージ。
業界標準のx86サーバーにLinuxベースの専用OSとSASまたはSATA HDDを複数搭載し、クラスタノードを構成する。このクラスタノードを最小構成の2台から最大構成の32台まで追加することで、ストレージ容量とパフォーマンスをスケーラブルに増やすことができる。またクラスタノードをコンポーネントとする「ネットワークRAID」という技術により、SAN全体にわたり単一障害点を排除し、可用性を高めている。HPは2008年12月に米国LeftHand Networks社を買収し、急激に拡大しているiSCSIストレージ市場に対応する製品として本製品をリリースした。2010年4月に、ブランド名を従来のHP LeftHandからHP P4000 SAN ソリューションに変更し、後継機として第2世代を発表した。また、HPの全社戦略である、“Converged Infrastructure”を具現化した仮想デスクトップインフラストラクチャ（VDI）ソリューションとして、P4800 G2 63TB SAS BladeSystem SAN ソリューションも発表している。
P2000/MSA (Modular Smart Array)
サーバーに直接接続するストレージからファイバーチャネル接続、SAS接続、iSCSI接続のSANストレージまでカバーする、エントリーのディスクストレージ。HP ProLiantとの親和性が高く、設定や管理が容易である。Windows、Linux、VMwareなどをサポートする。2010年4月に、ブランド名を従来のMSAからP2000 G3 MSAに変更し、後継機として第3世代を発表した。
ディスクエンクロージャー
サーバー向け外部拡張用ディスクエンクロージャー（JBOD）。D2000 Disk Enclosureは、MSA50/60/70の後継機として発表。
AiO (All-in-One Storage System) ＊販売終了
iSCSI SAN、NAS、バックアップの機能を1台で提供する多機能のストレージシステム。使いやすいGUIにより専門的なストレージ管理の知識がなくても設定、運用できる。

## ファイルサービス システム (NAS Systems)
Microsoft Windows Storage Serverを搭載したCIFSベースのファイルサーバーから、求められる容量と性能に応じて拡張が可能なクラスタファイルシステム、さらにリッチコンテンツ/クラウドコンピューティング環境向けに大容量・低単価のファイルサービスを提供できるシステムまで、幅広いラインナップを提供している。
Data Vault
1台〜10台のPCやMacで気軽にファイルの共有ができるSOHO/中小規模向けWindows Home Server搭載ファイル共有ストレージ。バックアップ機能、ストレージ拡張機能を備えており、業務の効率化、PCに保存されたデータの保護を実現。安価に購入できるため、導入しやすい。 現在は、X510 Data Vaultが販売されている。
X Network Storage System
HPは2009年6月にWindowsベースのNAS製品ラインアップを一新した。ブランド名も従来のHP ProLiant Storage Serverから HP X Network Storage Systemに変更し、エントリー〜ミッドレンジの製品群はX1000シリーズとX3000シリーズに相当する。いずれもMicrosoft Windows Storage Server 2008がインストールされ、小規模環境向けモデル、外付ディスクアレイに接続して性能と拡張性を高めたモデル、クラスタ構成が可能なモデルがある。また、大企業向けにスケールアウト型ファイルストレージX9000シリーズがある。
EFS Clustered Gateway　＊販売終了
独自のクラスタファイルシステムを搭載した2台〜16台のProLiant Serverにファイバチャネル SANディスクアレイを接続し、ノード数に応じた性能の拡張性と可用性を提供するファイルサービスシステム。クラスタファイルシステムのソフトウェア(HP PolyServe Software)をHP BladeSystemと組み合わせて使うことも可能。
Extreme Data Storage　＊販売終了
80TBからPB(ペタバイト)までのファイルデータを蓄積し、オンラインで提供可能な、大容量で拡張性の高いファイルサービスシステム。写真、画像データなどのリッチコンテンツを集約し、不特定多数のユーザーに提供する用途に適している。

## テープストレージ
ディスクストレージ上のデータを確実に保護するには、大容量・低価格で消費電力も少ないテープストレージにバックアップするのが確実。特に拡大するデジタルデータの長期保管(アーカイブ)、災害対策時の復旧用メディアとしてテープストレージは非常に有効な手段である。HPではLinear Tape-Open (LTO) を中心に、サーバー内蔵型のテープドライブから大規模なテープライブラリまで、幅広いテープストレージ製品を提供しており、DAT/LTOともに自社で設計/開発を行っている。
DAT
SONYが開発したDAT(Digital Audio Tape)の技術を応用し、HPとSONYがバックアップ用に共同開発した低価格のテープドライブ。第5世代　DAT72ドライブでは世界で最初にテープドライブにネイティブUSBインタフェースを採用してユーザーの使い勝手を改善した。最新世代であるDAT320はメディアカートリッジ1本当たり320GB(2:1圧縮時)の大容量を保存可能で、エントリーサーバーのバックアップに適している。
LTO
LTOはHP、Quantum、IBMが共同開発したミッドレンジ、エンタープライズ向けテープドライブの標準規格。現在はメディアカートリッジ1本当たり1.6TB(2:1圧縮時)のデータを最大転送速度240MB/秒の高速でバックアップできるLTO4 テープドライブが出荷され、サーバーへの内蔵や外付接続により利用できる。LTO5は、LTO3より提供している改ざん防止機能WORM(Write Once, Read Many)、LTO4より提供している情報漏洩、不正アクセスからの保護を可能にしたAES(Advanced Encryption Standard)の256ビットデータ暗号化機能に加え、テープのモニタリングツール「HP TapeAssure」を無償でダウンロード提供。エンタープライズクラスのテープモニタリング機能を備えた「HP TapeAssure」は、LTO5ドライブとメディアの状態、使用状況、パフォーマンスを自動的にモニターし、その情報を管理者にレポートし、障害が発生する前に問題を把握、アラートを発信。テープバックアップ・ソリューションの管理性を大幅に向上することが可能。
1/8 G2テープオートローダー
業界標準の19インチラックに対応した1Uの薄型筐体に、最大8本のLTOメディアを搭載する。LTO4ドライブ搭載モデルは、最大12.8TB(2:1圧縮時)の大容量データのバックアップを自動化する。
MSL テープライブラリ
業界標準の19インチラックに対応したミッドレンジのテープライブラリ。2Uの筐体に2台のLTOドライブ(ハーフハイト)と24本のメディアカートリッジを内蔵可能なMSL2024、4Uの筐体で4台のLTOドライブと48本のメディアカートリッジを内蔵するMSL4048、8Uの筐体で8台のドライブと96本のメディアカートリッジを内蔵するMSL8096がある。LTO3〜LTO5搭載モデルが発表されている。
EML e テープライブラリ
19インチラックに搭載可能で、拡張性の高いエンタープライズクラスのテープライブラリ。EML 71eは2〜4台のLTO3/LTO4ドライブと71本のメディアカートリッジを内蔵する。EML 103eは1〜4台のLTOドライブと103本のメディアカートリッジを内蔵でき、拡張モジュールの追加により16ドライブ 442メディアカートリッジ、または8ドライブ 505メディアカートリッジまで内蔵することができる。Extended Tape Library Architecture(ETLA)、Command View EMLなどの管理機能により信頼性の高いデータバックアップ、リストアを実現する。2010年7月にLTO5 3280 FC テープドライブが搭載されたモデルが発表された。
HP ESL 322e Ultrium Tape Library
最大24台のLTO3/LTO4ドライブと、最大712本のメディアカートリッジを搭載可能なハイエンドのテープライブラリ。Extended Tape Library Architecture(ETLA)、Command View ESLなどの管理機能により信頼性の高いデータバックアップ、リストアを実現する。

## RDX (リムーバブル ディスク バックアップ)
メディアカートリッジにSATA HDDを使用し、サーバーに内蔵またはUSBケーブルで接続する低価格のディスクバックアップ装置。付属のバックアップソフトウェアにより、定期的な自動バックアップが簡単に設定できる。RDX160/250/1TBが販売されている。

## 仮想テープライブラリ
テープライブラリの機能をサーバーとストレージの組み合わせでエミュレート（再現）することにより、仮想的なテープライブラリとして動作するストレージ装置。性能やデータ容量に応じて、小規模〜中規模環境向けのD2DとSAN環境における複雑なバックアップの効率化に最適な大規模環境向けのVLSという2つの製品シリーズを提供している。いずれも重複している無駄なデータの削減に効果のある重複排除機能(Data Deduplication)と、遠隔拠点へのデータ複製により災害対策におけるデータ保護が可能な低帯域データ複製(Low Bandwidth Replication)機能を提供している。HPは仮想テープライブラリにテープ装置を加えた、D2D2T (Disk to Disk to Tape)のデータ保護ソリューションを推奨している。
HP D2D Backup System
中小規模のデータセンターや分散環境向けのディスクベースのデータ保護を提供する。iSCSI接続のD2D2500と、iSCSIまたはファイバーチャネル接続に対応したD2D4000がある。
VLS (Virtual Library System)
ファイバーチャネル接続に対応し、大規模で複雑なSAN環境において、ディスクベースのデータ保護を提供する。ノードはいずれもProLiantサーバーを使用し、VLS6000は、単一ノードで最大16台のディスクエンクロージャを接続可能。VLS9200はディスクストレージにMSA2000を使用し、単一ノード構成から最大8ノードまで拡張が可能。VLS12200GatewayはディスクストレージにEVAを使用し、2ノードから最大8ノードまで拡張が可能。

## BladeSystem Storage
HPではHP BladeSystemに内蔵可能なテープ装置やストレージ装置を提供している。HP BladeSystem C-Classのエンクロージャーに搭載可能で、設置や管理が簡単なストレージ製品である。
- BladeSystem Storageには、ブレードサーバーに直接接続する外付ストレージ(SB40c/D2200sb)、複数のブレードサーバーで共有可能なiSCSIストレージ、HP BladeSystem外のストレージへのNAS/SANゲートウェイ(X1800sb G2 Network Storage Blade /X3800sb G2 Network Storage Gateway Blade)がある。
- テープブレードはLTO3/LTO4/LTO5ドライブを内蔵し、ブレードサーバーに直接接続するテープドライブである。
- インターコネクトには、ブレードサーバーにファイバチャネル接続またはSAS接続を提供するスイッチ製品がある。
- HP IOアクセラレータ 高速半導体ストレージは、HPの半導体ストレージラインアップの一部として、高いトランザクション性能やリアルタイムのデータアクセスが求められるアプリケーションやユーザー向けの製品である。

## メッセージングシステム
HP E5000 メッセージングシステム
HP とマイクロソフトが、Microsoft Exchange Server 2010 の配備をシンプル化する革新的なソリューションを提供。メールボックスの大容量化への対応、ハイアベイラビリティ、効率の良い管理ツール等、Microsoft Exchange Server 2010のワークロードに最適化した設計のソリューション。

## ストレージ・ネットワーキング（SANインフラストラクチャ）
ファイバーチャネルSANインフラストラクチャを構成するSANスイッチおよびダイレクタースイッチ、ファイバーチャネル ホストバスアダプター(FC HBA)やマルチプロトコルルーターなどの製品も提供している。
暗号化SANスイッチ
SAN上のデータの暗号化により、データの紛失、情報漏洩などのリスクに備えるセキュリティ対策ソリューション。ディスク、テープなどのデータを一元的に暗号化し、管理することが可能になる。
ダイレクタースイッチ
ファイバーチャネル、FCIP、FICONなどマルチプロトコルに対応し、中規模SANの統合からデータセンターまで、幅広い環境に拡張性の高いSANインフラストラクチャを提供する。
SANスイッチ
8ポートから80ポートまで、エントリーおよびミッドレンジの環境にコストパフォーマンスの高いSANインフラストラクチャを提供する。ストレージ環境の成長に応じて、ポートアップグレードライセンスによりポート数を拡張することが可能。

## ストレージ・ソフトウェア、ソリューション
HPでは同社のストレージ製品を管理するソフトウェアの他にも、バックアップ/リカバリー、アーカイブ、ストレージリソース管理、ストレージ複製のソフトウェアを提供している。またEVAの仮想化機能を推し進めるSAN仮想化ソリューションも追加した。
Data Protector Software
マルチベンダーのストレージ環境で、多様なバックアップ形態を提供するバックアップソフトウェア。ゼロダウンタイム・バックアップとインスタント・リカバリーは、HP P9000/HP XPおよびHP EVAのボリューム複製機能と連動し、業務アプリケーションに影響を与えないバックアップと迅速なリカバリー機能を提供する。
Integrated Archive Platform
電子メールその他の情報の長期的な保管と、高速な検索を可能にする統合アーカイブ・プラットフォーム。暗号化、デジタル署名、ディスク上のWORM機能によって情報の安全性を高め、コンプライアンス要件を満たす。
Database Archiving software
データをプロダクションデータベースからセカンダリのアーカイブ・データベースに再配置することにより、データベースの肥大化を防ぎ、アプリケーションの性能と可用性を向上させる。データをXMLフォーマットにアーカイブして長期保存し、コンプライアンス要件に適合することも可能。
Storage Essentials software
マルチベンダー環境におけるストレージ(DAS、SAN、NAS)の容量管理、性能監視、プロビジョニング、アプリケーション監視機能を提供する。HP Systems Insight Managerと統合され、業界標準のストレージ管理プロトコルSMI-Sに準拠している。
Storage Mirroring
小規模のWindowsサーバー環境向けにストレージ間の非同期リアルタイムコピー機能を提供し、予期せぬ障害や自然災害からデータ損失のリスクを回避する。
SAN Virtualization Services Platform (SVSP)
SAN環境を仮想化し、管理コストの削減とストレージ資産の有効活用を提供するストレージ・ソリューション。HP EVA、HP P2000/HP MSAおよび他社のディスクストレージを集約し、単一の論理ストレージとして管理する。単体ハードウェアの制限を超えて容量や性能を拡張でき、異なるストレージ間のデータの複製や移行、シン・プロビジョニングが可能。